# Calicogorgia tenuis
Calicogorgia tenuis är en korallart som beskrevs av Thomson och Simpson 1909. Calicogorgia tenuis ingår i släktet Calicogorgia och familjen Acanthogorgiidae. Inga underarter finns listade i Catalogue of Life.